# 大阪府都市開発3000系電車
大阪府都市開発3000系電車（おおさかふとしかいはつ3000けいでんしゃ）は、大阪府都市開発が1975年（昭和50年）から導入した通勤形電車である。
2025年（令和7年）に泉北高速鉄道が南海電気鉄道に吸収合併されたことに伴い、同年からは南海所属の車両となっている。
以下では、難波方先頭車の車両番号+F（Formation=編成の略）を編成名として表記する。

## 概要
泉北高速鉄道線（現：泉北線）の8両運転開始に合わせ、100系のモデルチェンジ車として1975年（昭和50年）より東急車輛製造で製造が開始された。その後も路線の延伸や輸送力の増強に合わせて増備が重ねられ、1990年（平成2年）までに60両が導入された。
基本設計は、泉北高速鉄道線と相互乗り入れを行う南海高野線で同時期に増備されていた6200系をベースにしている。

## 車両概説

### 車体
南海6200系と同一形状の車体を採用しているが、入札公平性の観点から、外板をステンレス、内部構体の一部を普通鋼としたセミステンレス車体である。ただし、100系では構体材全般にわたって普通鋼を使用していたが、本系列では床板と台枠のみ普通鋼とし、車体上部はステンレスを主体とした構造に変更されている。
本系列の1次車は竣工当初、非冷房車（冷房準備車）で、屋根上には100系や南海6000系に準じた通風器が搭載されていた。1977年（昭和52年）製造の2次車以降は冷房装置を搭載して落成している。
新製当初より方向幕を搭載している。書体は南海の更新前フォーマットに準じているが、前面幕は書体をそのままに英語を併記したものに交換されている。車体側面の中央幕板部には、100系に倣い車号板を取り付けている。このため方向幕は側面外観の右寄りに設置され、中央付近に搭載する南海の車両とは配置が異なっている。なお、車号標記は100系の飾り文字を改め一般的なゴシック体を使用しており、標記自体のサイズも縮小されている。
1986年（昭和61年）に増備された6次車以降の12両は、南海6200系と同様のオールステンレス車体となった。

### 客室
基本的な構成は南海6200系と同一で、座席モケットはワインレッド（優先座席はグレー）、床面はグリーン、荷棚と座席仕切りはパイプ式である。座席には100系から引き続きネットスプリングを使用している。側引戸の内張りは5次車までステンレス無塗装であったが、6次車からは化粧板仕上げに変更されている。

### 主要機器
機器類も南海6200系の設計に準拠しており、集約化による保守の軽減を図っている。なお、台車については100系と同一形式のS形ミンデン台車（電動車 FS-379形・制御車 FS-079形）を採用している。また、本系列は南海高野線三日市町駅以南の連続急勾配区間への乗り入れを想定していないため、偶数番号の電動車に抵抗器を装備しない点が南海6200系と相違する。

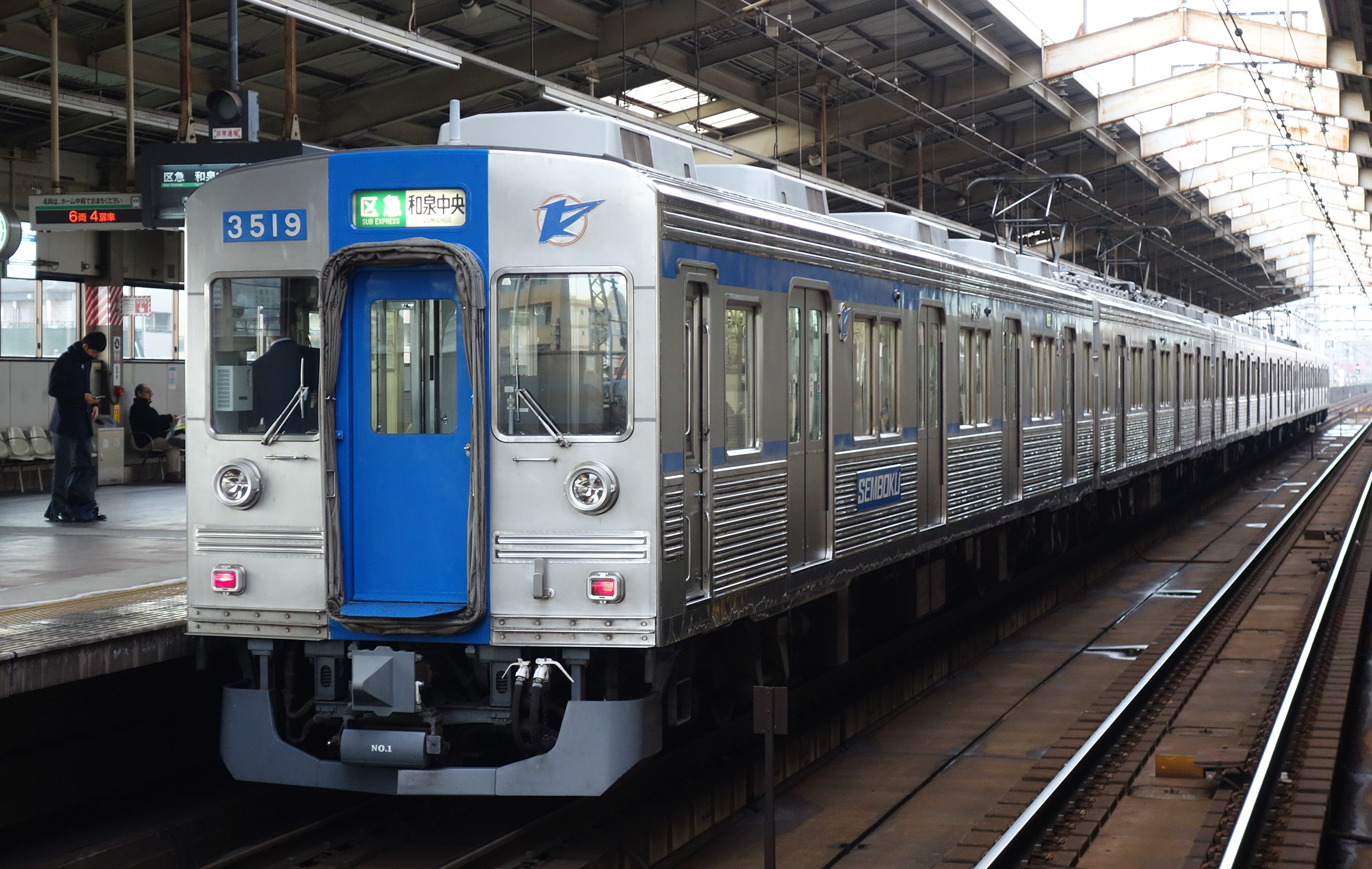
オールステンレス車（3519F）
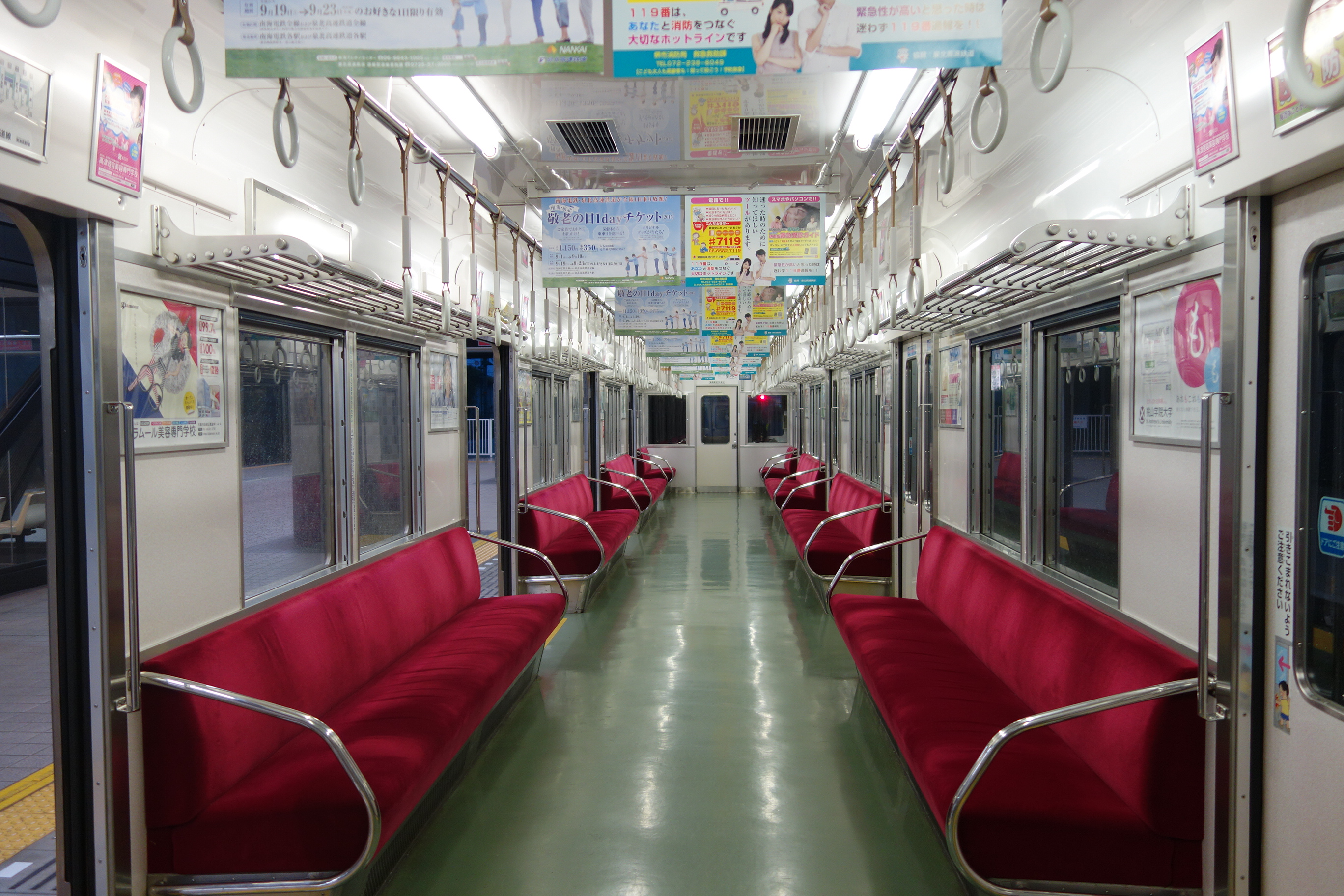
内装 （6次車以降）
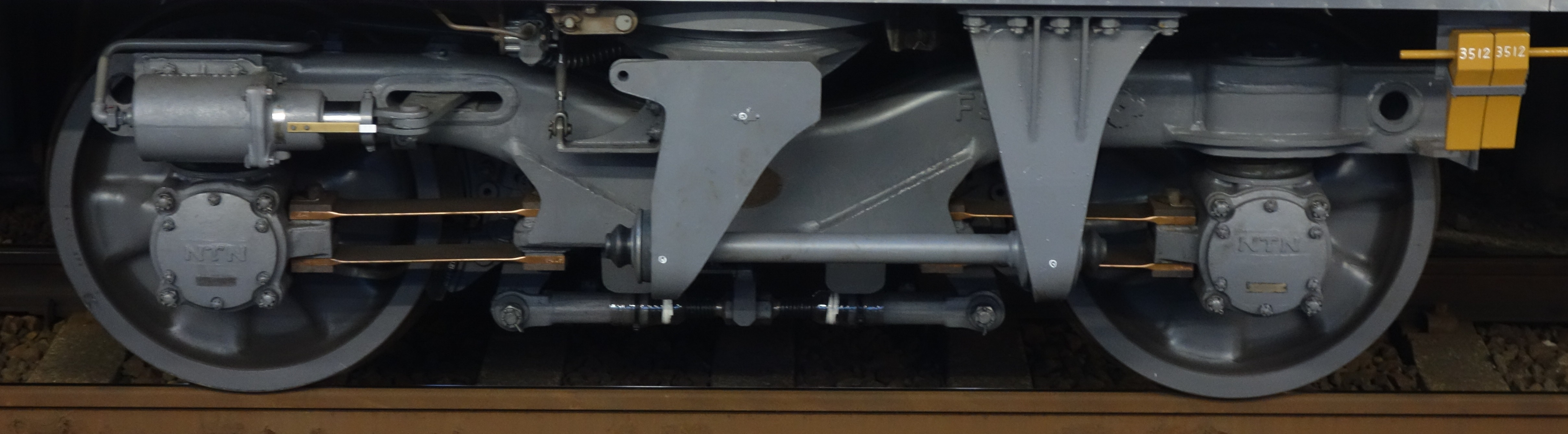
FS-079形台車

## 改造工事
本節では、大阪府都市開発・泉北高速鉄道で実施された改造工事について述べる。

### 冷房化改造
1976年（昭和51年）6月、1次車12両に対し冷房化改造が行われ、大阪府都市開発で初の冷房車となった。車両は東急車輛製造に甲種輸送され、残りの6両についても同年中に施工された。

### 先頭車化改造

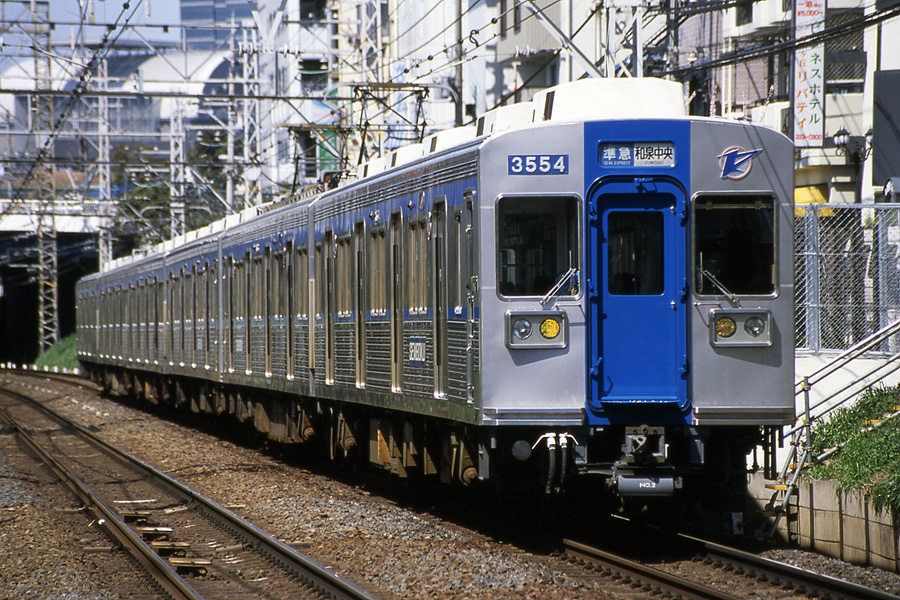
先頭車化改造を受けた3553F
（2006年3月 三国ヶ丘駅）

1999年（平成11年）から2000年（平成12年）にかけて、車両運用効率化と保有車両数の削減を目的に、6両編成×3本から中間車6両が捻出され増結用2両編成×3本に改造された。全てセミステンレス車体で、新たに50番台が付番された。前面のデザインが変更されており、前照灯と標識灯兼尾灯は7000系に準じたコンビランプとなった。また、各車両の和泉中央方には車椅子スペースが新設された。
50番台編成の新旧対照は次の通り。
| ← 難波・中百舌鳥和泉中央 → | ← 難波・中百舌鳥和泉中央 → | ← 難波・中百舌鳥和泉中央 → | ← 難波・中百舌鳥和泉中央 → | ← 難波・中百舌鳥和泉中央 → | ← 難波・中百舌鳥和泉中央 → | ← 難波・中百舌鳥和泉中央 → |
| -------------------------- | -------------------------- | -------------------------- | -------------------------- | -------------------------- | -------------------------- | -------------------------- |
| 形式                       | ◇ モハ 3000 （M1）         | モハ 3000 （M2）           |                            | ◇ モハ 3551 （Mc1）        | モハ 3552 （Mc2）          | 元編成                     |
| 車両番号                   | 3019                       | 3020                       | ⇒                          | 3551                       | 3552                       | 3511F                      |
| 車両番号                   | 3023                       | 3024                       | ⇒                          | 3553                       | 3554                       | 3513F                      |
| 車両番号                   | 3029                       | 3030                       | ⇒                          | 3555                       | 3556                       | 3517F                      |

この先頭車化改造により、当初予定されていた7000系6両編成×2本の増備計画が削除された。
改造直後は元の6両編成時代の車両と常時連結されていたが、2005年（平成17年）10月のダイヤ改正で8両編成の運用が増加したため、検査等により4両編成が不足する場合には本増結編成を切り離して4両編成を捻出することが行われるようになった。2016年（平成28年）からは8両編成の運用が再び増えたため、運用離脱までの期間は本増結編成2本と4両編成を併結した8両編成での運転が基本となっていた。

### スカート取り付け

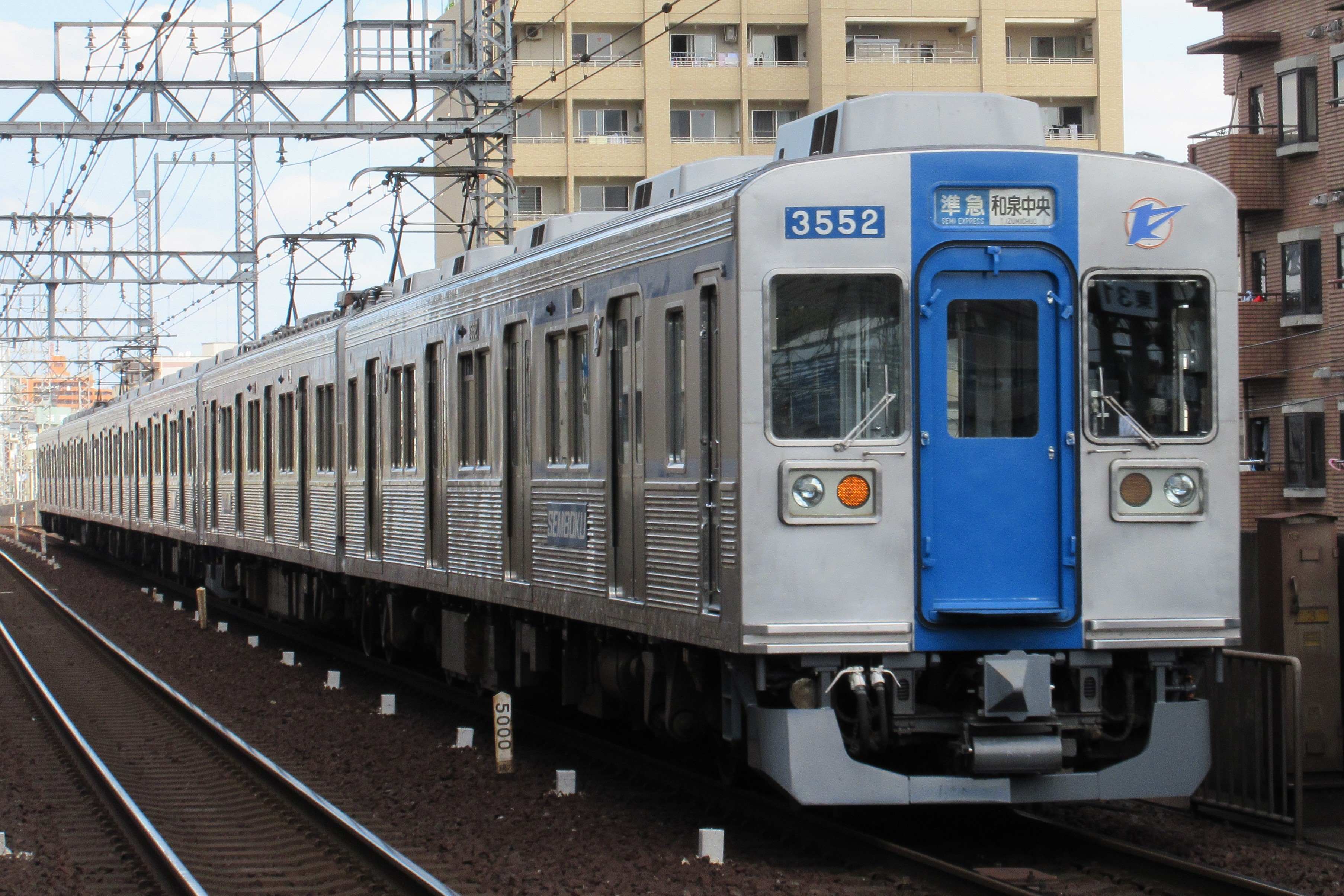
スカートが設置された50番台

2009年（平成21年）3月、3517F・3555Fにスカートが取り付けられた。のちに他の編成にも波及したが、先頭に出る機会の少ない車両（3514・3518・3555号車など）への設置は見送られた。

### 戸閉装置更新
2012年（平成24年）から2013年（平成25年）にかけて、一部の編成で戸閉装置が更新された。

### 客室灯LED化工事

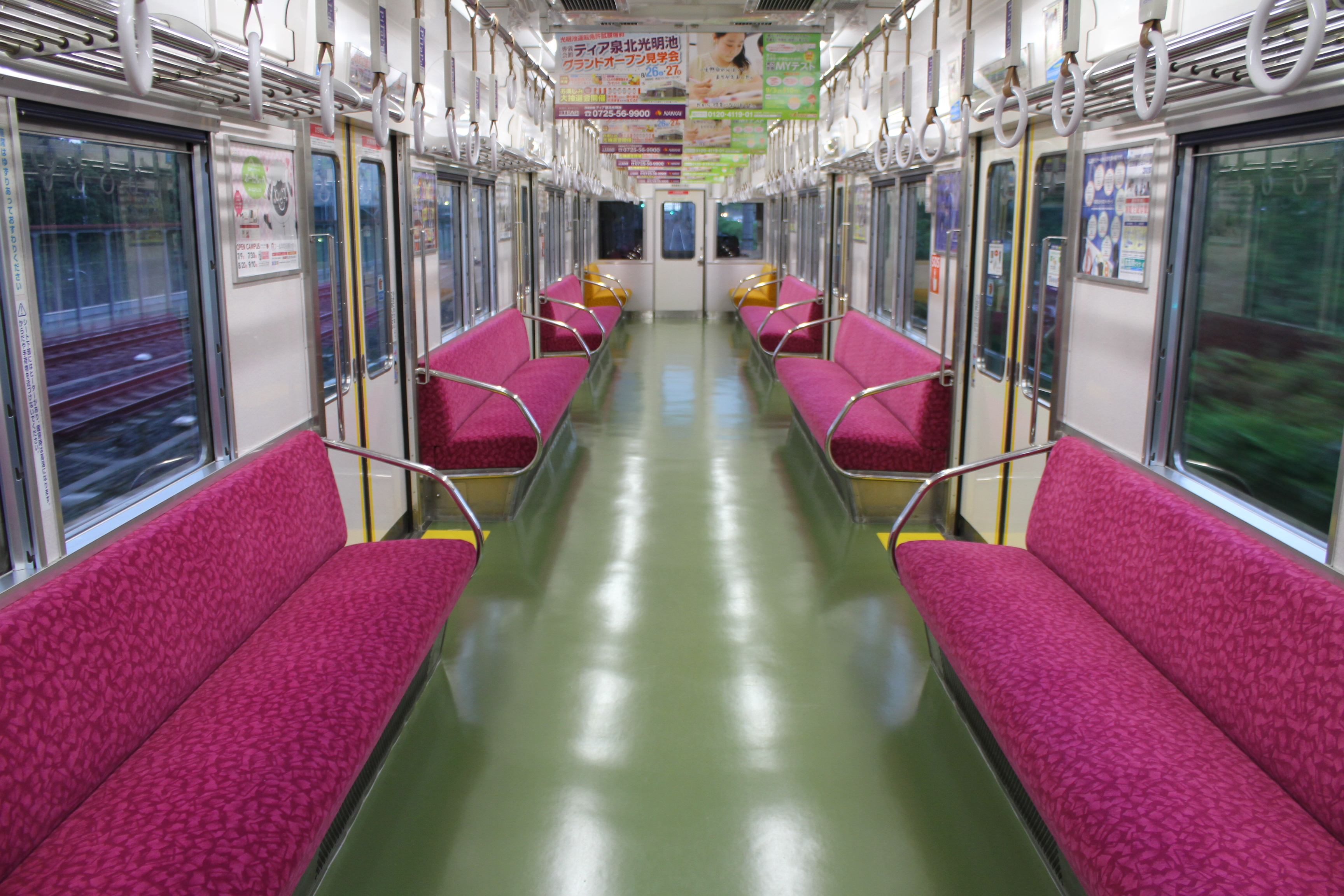
LED照明化された内装（3519F）

2017年（平成29年）8月、3519Fが客室灯をLED照明に改造され出場した。これに併せて、座席モケットや床材の張り替え、戸先識別テープの追加など客室設備のリニューアルも行われた。2018年（平成30年）度には3521F・3523Fにも施工された。

### その他
1987年（昭和62年）2月から3月にかけて、イメージアップと南海車との識別容易化のため、側窓の上下に2本の青帯が追加された。
1996年（平成8年）の7000系営業運転開始後、先頭車の運転台後側の側面に「SEMBOKU」のロゴプレートが順次取り付けられた。

## 変遷

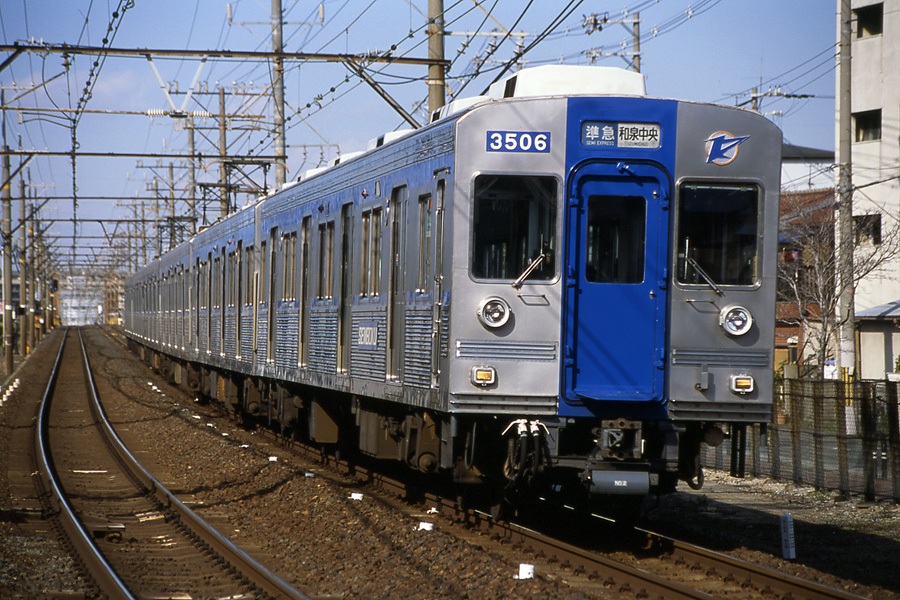
6両固定編成の3505F
（※2007年廃車）

開業以来続く利用者の急増を受け、1975年（昭和50年）11月ダイヤ改正から8両編成の列車が運行されることになった。この8両運転には100系が充当されることになったため、6両編成の補充分として本系列1次車6両編成×3本（3501F - 3505F）が製造され、1975年（昭和50年）4月3日から営業運転を開始した。続いて1977年（昭和52年）8月の光明池延伸に合わせ、2次車4両編成×2本（3507F・3509F）が増備された。
1979年（昭和54年）4月には朝ラッシュ時の準急行7本を全て8両編成とするため、3次車6両編成×1本（3511F）を新造、さらに1981年（昭和56年）11月の10両運転開始に向け1980年（昭和55年）6月に4次車8両（3513F・3515F）、1981年（昭和56年）6月に5次車8両（3517F）がそれぞれ竣工した。なお4次車と5次車は当初、以下に示す編成で落成した。
| ← 難波・中百舌鳥光明池 → | ← 難波・中百舌鳥光明池 → | ← 難波・中百舌鳥光明池 → | ← 難波・中百舌鳥光明池 → | ← 難波・中百舌鳥光明池 → |
| ------------------------ | ------------------------ | ------------------------ | ------------------------ | ------------------------ |
| 形式                     | クハ 3500 （Tc1）        | ◇ モハ 3000 （M1）       | モハ 3000 （M2）         | クハ 3500 （Tc2）        |
| 車両番号                 | 3513                     | 3021                     | 3022                     | 3514                     |
| 車両番号                 | 3515                     | 3023                     | 3024                     | 3516                     |

| ← 難波・中百舌鳥光明池 → | ← 難波・中百舌鳥光明池 → | ← 難波・中百舌鳥光明池 → | ← 難波・中百舌鳥光明池 → | ← 難波・中百舌鳥光明池 → | ← 難波・中百舌鳥光明池 → | ← 難波・中百舌鳥光明池 → | ← 難波・中百舌鳥光明池 → | ← 難波・中百舌鳥光明池 → |
| ------------------------ | ------------------------ | ------------------------ | ------------------------ | ------------------------ | ------------------------ | ------------------------ | ------------------------ | ------------------------ |
| 形式                     | クハ 3500 （Tc1）        | ◇ モハ 3000 （M1）       | モハ 3000 （M2）         | ◇ モハ 3000 （M1）       | モハ 3000 （M2）         | ◇ モハ 3000 （M1）       | モハ 3000 （M2）         | クハ 3500 （Tc2）        |
| 車両番号                 | 3517                     | 3025                     | 3026                     | 3027                     | 3028                     | 3029                     | 3030                     | 3518                     |

3517Fは変則8両編成のまま1981年（昭和56年）11月まで運用されたが、同編成のモハ3000形2両（3025 - 3026）が3515Fに、3515Fのモハ3000形2両（3023 - 3024）が3513Fにそれぞれ転用されて、3513Fと3517Fが6両編成に再編された。
その後暫く増備がなかったが、1985年（昭和60年）6月ダイヤ改正において8両編成の列車の10両化が促進され増結用の予備編成が必要となったため、同年度の輸送力増強計画の一環として、1986年（昭和61年）3月に6次車4両編成×1本（3519F）が製造された。
1989年（平成元年）5月に竣工した3521F（7次車）は当初6両編成だったが、同年9月のダイヤ改正に合わせてモハ3000形2両（3035 - 3036）を切り離した。余剰となった2両は翌年5月、クハ3500形2両（3523・3524、8次車）が追加投入された際に3523Fの中間車として編入され、7・8次車は登場後1年のうちに4両編成×2本に組み替えられた。以上8次にわたる増備をもって本系列の製造は終了した。
この時点での編成表は以下の通りである。
| ← 難波・中百舌鳥光明池 → | ← 難波・中百舌鳥光明池 → | ← 難波・中百舌鳥光明池 → | ← 難波・中百舌鳥光明池 → | ← 難波・中百舌鳥光明池 → | ← 難波・中百舌鳥光明池 → | ← 難波・中百舌鳥光明池 → |
| ------------------------ | ------------------------ | ------------------------ | ------------------------ | ------------------------ | ------------------------ | ------------------------ |
| 形式                     | クハ 3500 （Tc1）        | ◇ モハ 3000 （M1）       | モハ 3000 （M2）         | ◇ モハ 3000 （M1）       | モハ 3000 （M2）         | クハ 3500 （Tc2）        |
| 車両番号                 | 3501                     | 3001                     | 3002                     | 3003                     | 3004                     | 3502                     |
| 車両番号                 | 3503                     | 3005                     | 3006                     | 3007                     | 3008                     | 3504                     |
| 車両番号                 | 3505                     | 3009                     | 3010                     | 3011                     | 3012                     | 3506                     |
| 車両番号                 | 3511                     | 3017                     | 3018                     | 3019                     | 3020                     | 3512                     |
| 車両番号                 | 3513                     | 3021                     | 3022                     | 3023                     | 3024                     | 3514                     |
| 車両番号                 | 3517                     | 3027                     | 3028                     | 3029                     | 3030                     | 3518                     |

| ← 難波・中百舌鳥光明池 → | ← 難波・中百舌鳥光明池 → | ← 難波・中百舌鳥光明池 → | ← 難波・中百舌鳥光明池 → | ← 難波・中百舌鳥光明池 → |
| ------------------------ | ------------------------ | ------------------------ | ------------------------ | ------------------------ |
| 形式                     | クハ 3500 （Tc1）        | ◇ モハ 3000 （M1）       | モハ 3000 （M2）         | クハ 3500 （Tc2）        |
| 車両番号                 | 3507                     | 3013                     | 3014                     | 3508                     |
| 車両番号                 | 3509                     | 3015                     | 3016                     | 3510                     |
| 車両番号                 | 3515                     | 3025                     | 3026                     | 3516                     |
| 車両番号                 | 3519                     | 3031                     | 3032                     | 3520                     |
| 車両番号                 | 3521                     | 3033                     | 3034                     | 3522                     |
| 車両番号                 | 3523                     | 3035                     | 3036                     | 3524                     |

1999年（平成11年）・2000年（平成12年）には、前述の通り3511F・3513F・3517F（いずれも6両編成）から中間車2両を抜き取り、先頭車化改造の上で50番台に区分した。
2006年（平成18年）より老朽化による廃車が発生し、6両編成であった3501Fのうちモハ3000形2両（3001 - 3002）を除く4両（3501 - 3003 - 3004 - 3502）が廃車となった。3001 - 3002は2次車の3507F（4両編成）に組み込まれたが、翌2007年（平成19年）に7020系1次車6両の導入に伴って3507Fは編成ごと廃車となり、当初より冷房車として落成した2次車からも廃車が発生した。2008年（平成20年）には7020系2次車12両の導入によって3503F・3505Fの6両編成×2本が廃車となり、非冷房で落成した1次車は全廃となった。なお、ここまでの廃車で発生した台車は南海6100系の6300系化改造に転用された。
2012年（平成24年）11月のダイヤ変更にて10両編成の列車が削減されたため、4両編成×3本（3513F・3515F・3517F）および2両編成×1本（3555F）が運用を離脱、除籍とともに南海電鉄へ譲渡された。この時点で所属両数は24両まで減少した。

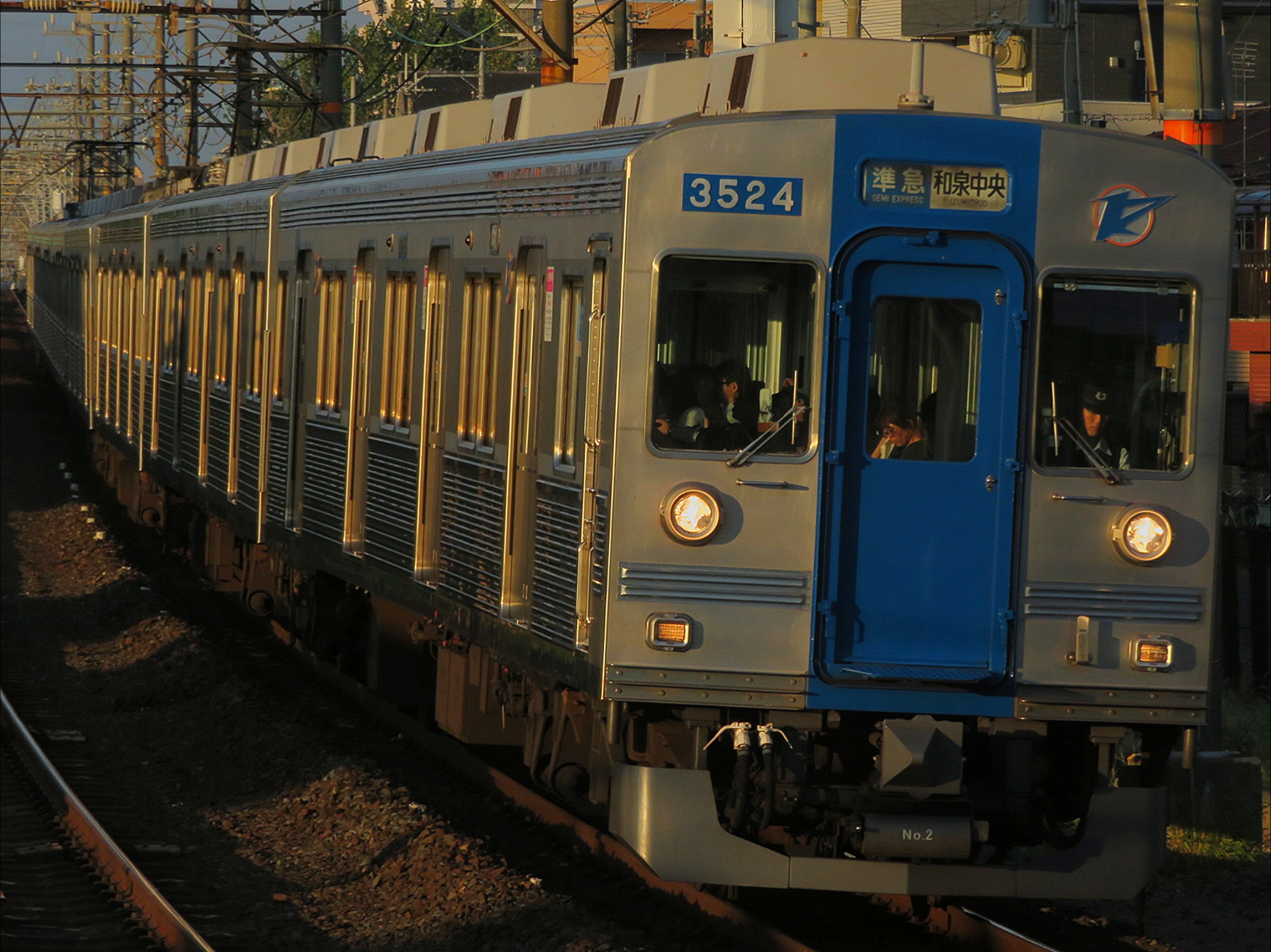
復刻スタイルとなった3523F。側面の青帯とSEMBOKUロゴが撤去されている。

その後10年ほどは変化がなかったものの、2023年（令和5年）8月には本系列置き換え用の新型車両9300系がデビューしたため、2024年（令和6年）7月までに16両（3509F・3511F・3521F・3551F・3553F）が運用を離脱、現役車は3519F・3523Fの8両となった。
同年7月31日からは、これら2編成に対し車両側面にある青いラインカラーと「SEMBOKU」のロゴプレートの除去を行い、本系列導入時のデザインに復刻した。2025年（令和7年）4月1日、泉北高速鉄道が南海電鉄に吸収合併されたのに伴い、本系列は南海電鉄に承継され南海3000系に編入された。

## 運用
泉北高速線内折り返しの各駅停車と、南海高野線に直通する準急行、区間急行に使用されていた。かつては6両固定編成による単独運用があったほか、2両編成（50番台）が在籍していた頃は、4両編成に50番台を併結した6両編成や、50番台2本を併結した8両編成でも運転されていた。また2013年（平成25年）7月19日までは、難波方から6両+4両または4両+2両+4両とした10両編成でも使用されていた。
南海高野線では泉北高速線からの直通列車として、難波駅 - 中百舌鳥駅間で運用された。1989年（平成元年）9月3日のダイヤ改正以前は高野線の三日市町駅まで乗り入れていた。

## 編成表
| ← 難波・中百舌鳥和泉中央 → | ← 難波・中百舌鳥和泉中央 → | ← 難波・中百舌鳥和泉中央 → | ← 難波・中百舌鳥和泉中央 → | ← 難波・中百舌鳥和泉中央 → | ← 難波・中百舌鳥和泉中央 → | ← 難波・中百舌鳥和泉中央 → | ← 難波・中百舌鳥和泉中央 → | ← 難波・中百舌鳥和泉中央 → | ← 難波・中百舌鳥和泉中央 → |
| -------------------------- | -------------------------- | -------------------------- | -------------------------- | -------------------------- | -------------------------- | -------------------------- | -------------------------- | -------------------------- | -------------------------- |
| 形式                       | クハ 3500 （Tc1）          | ◇ モハ 3000 （M1）         | モハ 3000 （M2）           | ◇ モハ 3000 （M1）         | モハ 3000 （M2）           | クハ 3500 （Tc2）          | 竣工                       | 廃車                       | 備考                       |
| 搭載機器                   |                            | CONT                       | MG CP                      | CONT                       | MG CP                      |                            | 竣工                       | 廃車                       | 備考                       |
| 車両番号                   | 3501                       | 3001                       | 3002                       | 3003                       | 3004                       | 3502                       | 1975/03/25                 | 2006/03/31                 |                            |
| 車両番号                   | 3503                       | 3005                       | 3006                       | 3007                       | 3008                       | 3504                       | 1975/03/25                 | 2008/02/29                 |                            |
| 車両番号                   | 3505                       | 3009                       | 3010                       | 3011                       | 3012                       | 3506                       | 1975/03/31                 | 2008/03/31                 |                            |

| ← 難波・中百舌鳥和泉中央 → | ← 難波・中百舌鳥和泉中央 → | ← 難波・中百舌鳥和泉中央 → | ← 難波・中百舌鳥和泉中央 → | ← 難波・中百舌鳥和泉中央 → | ← 難波・中百舌鳥和泉中央 → | ← 難波・中百舌鳥和泉中央 → | ← 難波・中百舌鳥和泉中央 → |
| -------------------------- | -------------------------- | -------------------------- | -------------------------- | -------------------------- | -------------------------- | -------------------------- | -------------------------- |
| 形式                       | クハ 3500 （Tc1）          | ◇ モハ 3000 （M1）         | モハ 3000 （M2）           | クハ 3500 （Tc2）          | 竣工                       | 廃車                       | 備考                       |
| 搭載機器                   |                            | CONT                       | MG CP                      |                            | 竣工                       | 廃車                       | 備考                       |
| 車両番号                   | 3507                       | 3013                       | 3014                       | 3508                       | 1977/08/03                 | 2007/03/31                 |                            |
| 車両番号                   | 3509                       | 3015                       | 3016                       | 3510                       | 1977/08/09                 | 2024/06/17                 |                            |
| 車両番号                   | 3511                       | 3017                       | 3018                       | 3512                       | 1979/04/10                 | 2024/01/22                 |                            |
| 車両番号                   | 3513                       | 3021                       | 3022                       | 3514                       | 1980/06/11                 | 2012/12/27                 | 南海へ譲渡                 |
| 車両番号                   | 3515                       | 3025                       | 3026                       | 3516                       | 1980/06/11                 | 2012/12/27                 | 南海へ譲渡                 |
| 車両番号                   | 3517                       | 3027                       | 3028                       | 3518                       | 1981/06/24                 | 2012/12/27                 | 南海へ譲渡                 |
| 車両番号                   | 3519                       | 3031                       | 3032                       | 3520                       | 1986/03/25                 |                            | 復刻デザイン 南海に承継    |
| 車両番号                   | 3521                       | 3033                       | 3034                       | 3522                       | 1989/05/28                 | 2024/01/22                 |                            |
| 車両番号                   | 3523                       | 3035                       | 3036                       | 3524                       | 1990/05/21                 |                            | 復刻デザイン 南海に承継    |

| ← 難波・中百舌鳥和泉中央 → | ← 難波・中百舌鳥和泉中央 → | ← 難波・中百舌鳥和泉中央 → | ← 難波・中百舌鳥和泉中央 → | ← 難波・中百舌鳥和泉中央 → | ← 難波・中百舌鳥和泉中央 → | ← 難波・中百舌鳥和泉中央 → |
| -------------------------- | -------------------------- | -------------------------- | -------------------------- | -------------------------- | -------------------------- | -------------------------- |
| 形式                       | ◇ モハ 3551 （Mc1）        | モハ 3552 （Mc2）          | 竣工                       | 先頭車化                   | 廃車                       | 備考                       |
| 搭載機器                   | CONT                       | MG CP                      | 竣工                       | 先頭車化                   | 廃車                       | 備考                       |
| 車両番号 （旧車号）        | 3551 （3019）              | 3552 （3020）              | 1979/04/10                 | 1999/03/29                 | 2024/06/17                 |                            |
| 車両番号 （旧車号）        | 3553 （3023）              | 3554 （3024）              | 1980/06/11                 | 1999/09/14                 | 2024/06/17                 |                            |
| 車両番号 （旧車号）        | 3555 （3029）              | 3556 （3030）              | 1981/06/24                 | 2000/02/25                 | 2012/12/27                 | 南海へ譲渡                 |

凡例
- CONT：制御装置
- MG：電動発電機
- CP：空気圧縮機
- 太字：オールステンレス車

## 南海3000系電車

### 2012年譲受車

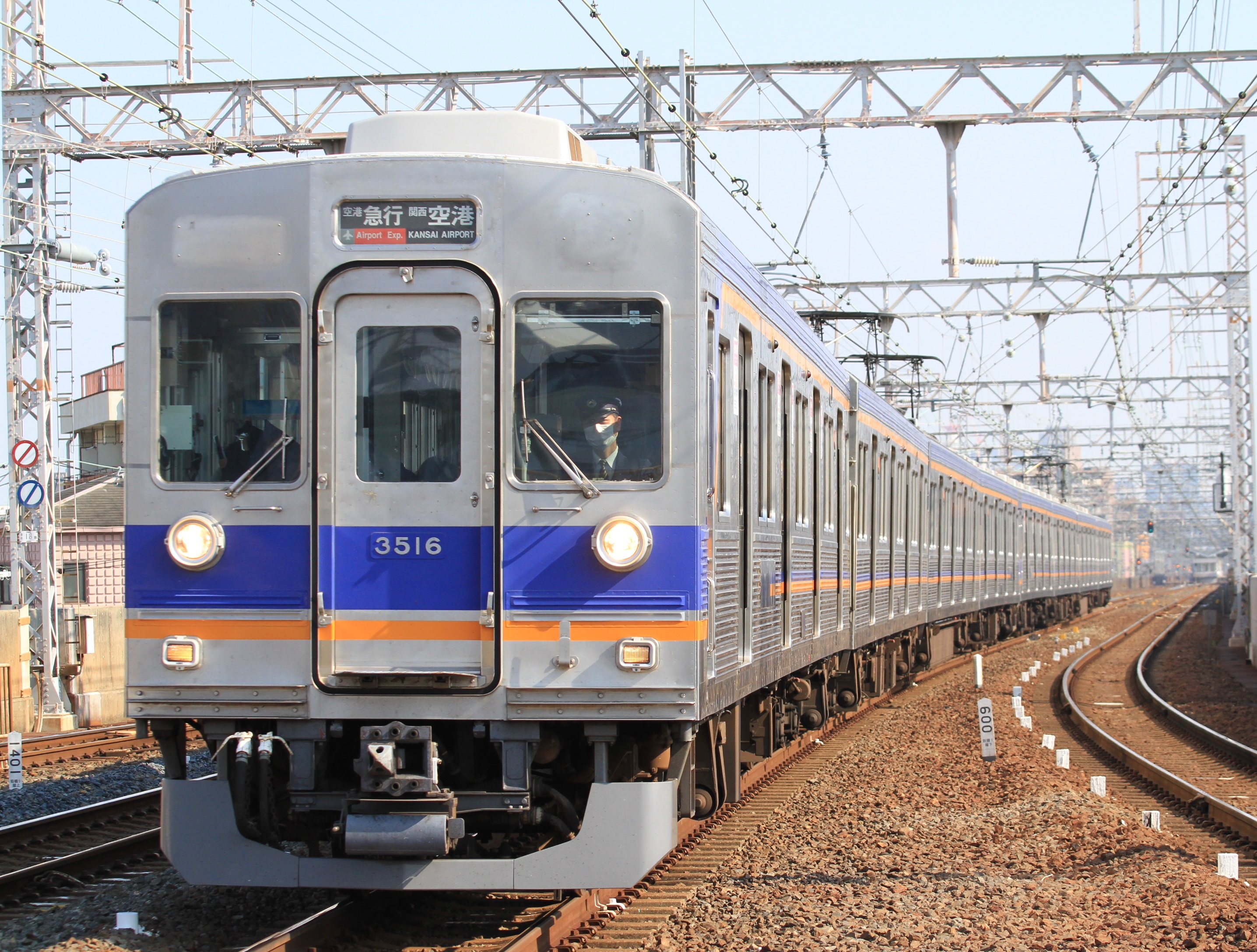
南海3000系 3515F
（2017年4月4日 粉浜駅）

2012年（平成24年）11月のダイヤ改正で余剰となった14両は、同年12月27日付で大阪府都市開発を除籍・南海電鉄に売却され、千代田検車区や羽倉崎検車区へと回送された。
このうち3517Fと3555Fについては、他の2編成より先に千代田工場へ入場し改造と全般検査を受けていたが、2013年（平成25年）5月24日に南海色で出場し、同年9月28日に南海3000系として竣工、同日より南海本線で営業運転を開始した。続いて3513F・3515Fも千代田工場に入場し、出場後は南海本線で試運転を実施、2013年（平成25年）10月7日付で竣工した。
南海本線に転用されたのは、同線7000系の老朽化が深刻だったことや、本系列は連続急勾配区間での抑速ブレーキ連続使用に耐えうる抵抗器容量を備えていないため、運用制限の無い南海本線に導入するのが合理的だったからである。転用に際しては、起動加速度が2.5 km/h/sとなるよう限流値の設定が変更された。
3517Fの3518号車と3555Fの3555号車は、運転台機器や先頭車としての外見をそのままに中間閉じ込め化が行われた。これにより両編成は6両半固定編成となり、編成間には南海標準の櫛歯形の転落防止幌が取り付けられた。3513Fの3514号車には、譲受時にスカートが未設置であったため、出場後に取り付けられた。
譲渡後暫くは泉北時代のワインレッドの座席を継続使用していたが、2016年（平成28年）3月に8300系と同じ茶色系のドット柄モケットを使用した新造品の座席に交換された。なお8300系と異なりバケットシートとなっている。2018年（平成30年）には、全編成にタブレット端末を使用した多言語自動放送機能が整備され、インバウンド需要の増加に対応した。
2024年（令和6年）8月、前月の踏切事故により損傷した3513Fの3513号車と3514号車が除籍となり、同編成の中間車2両が3515Fに編入された。これにより3515Fは6両編成となった。

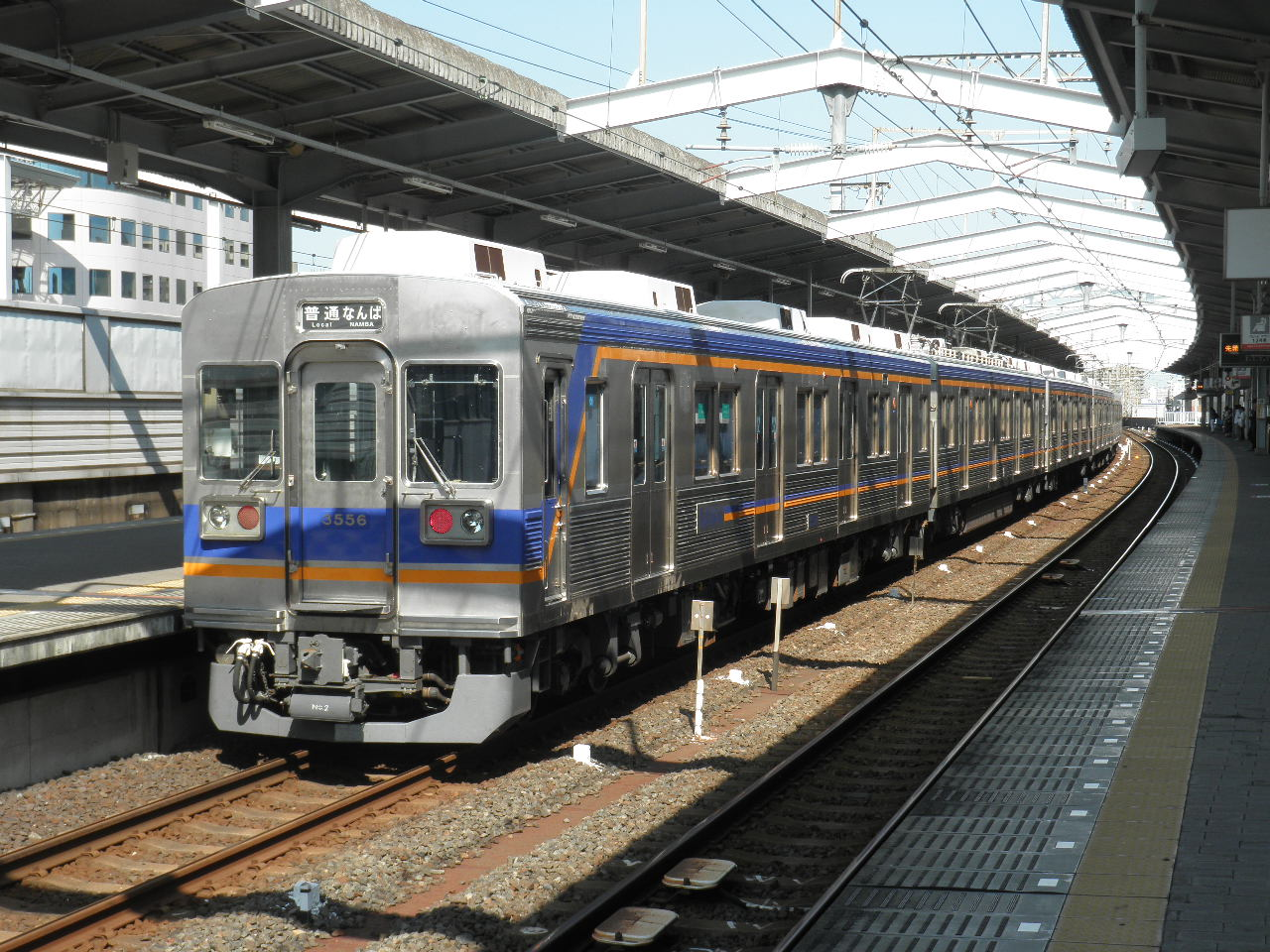
3555F 後方に3517Fを併結
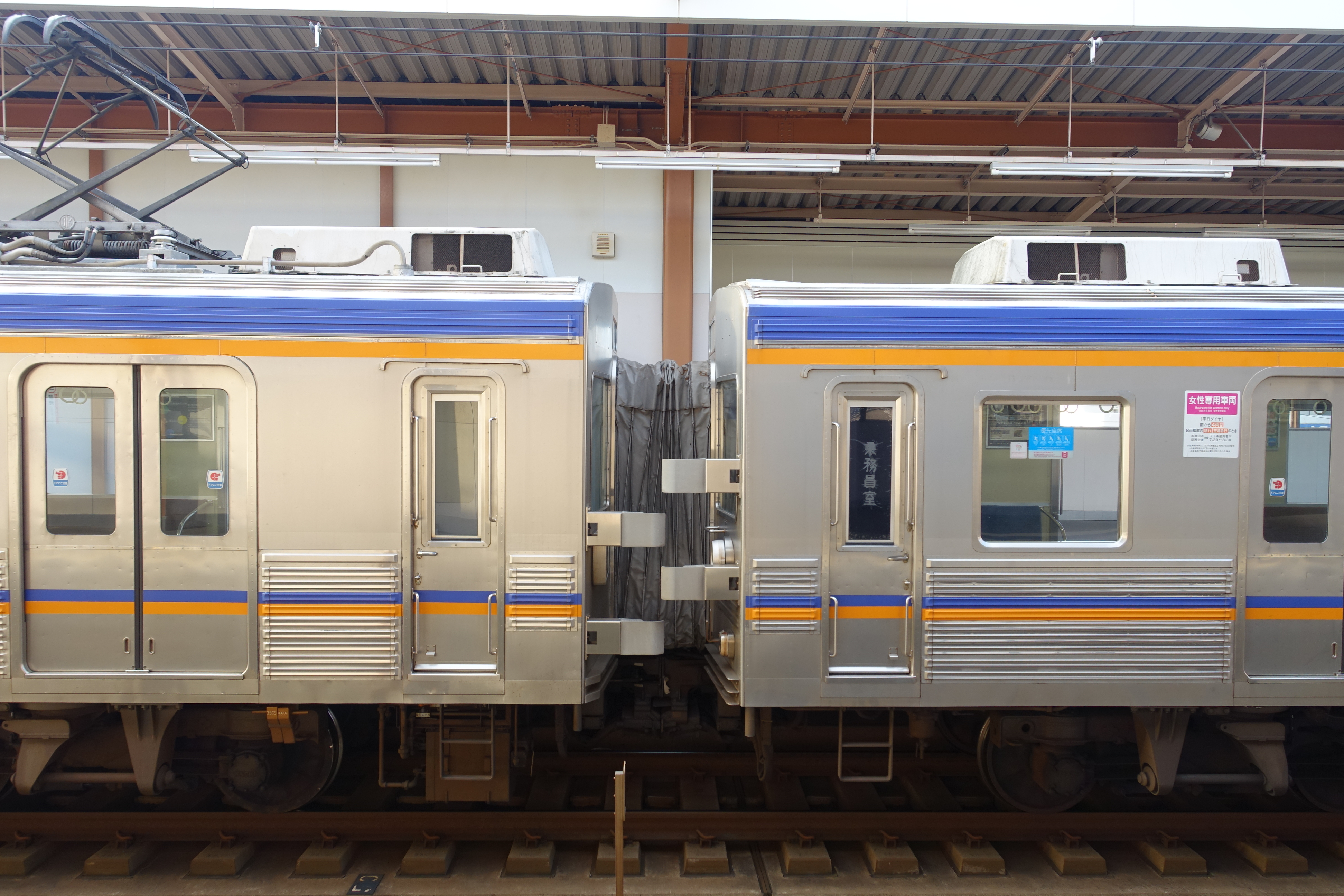
3517F+3555Fの連結部
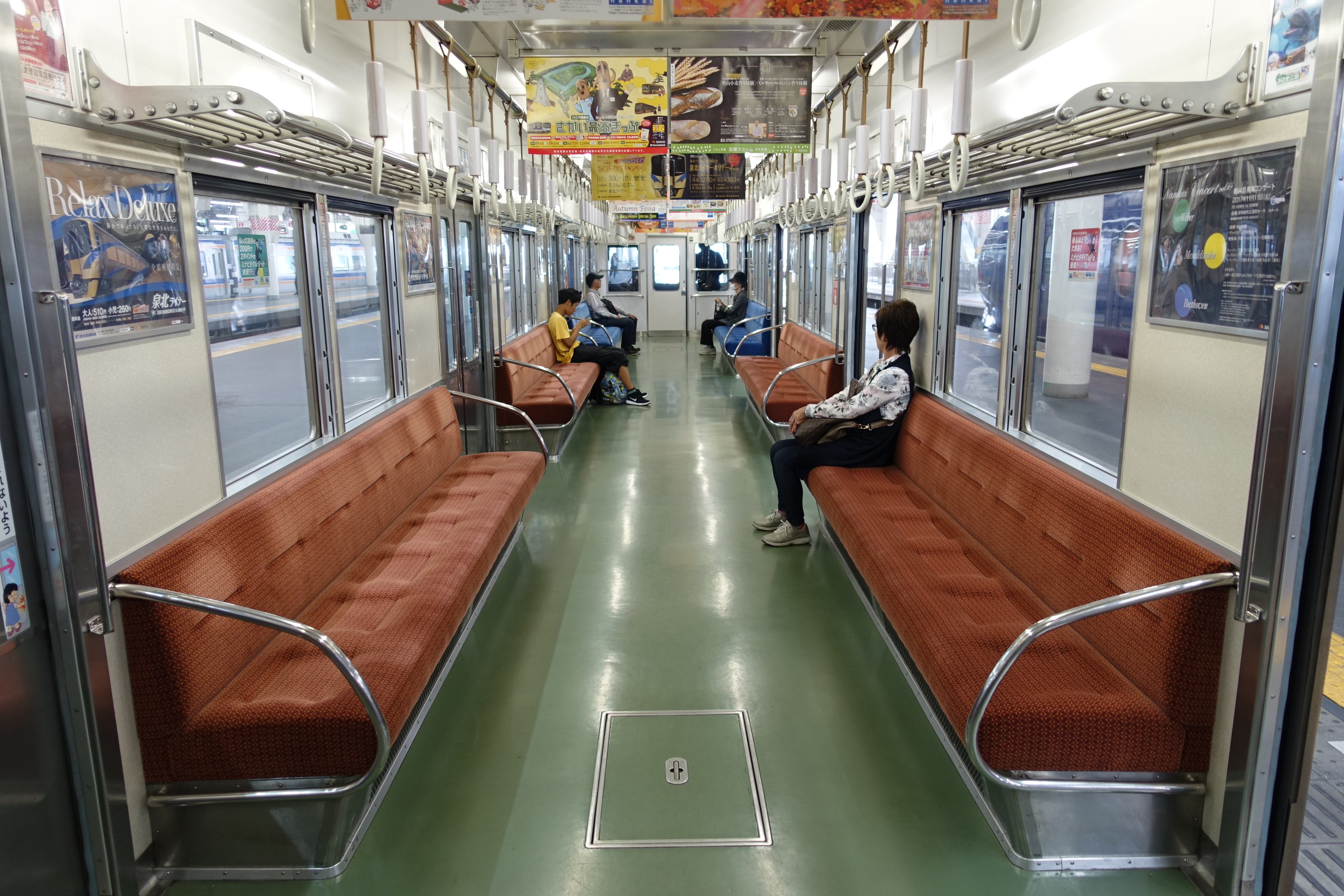
車内 （座席交換後）
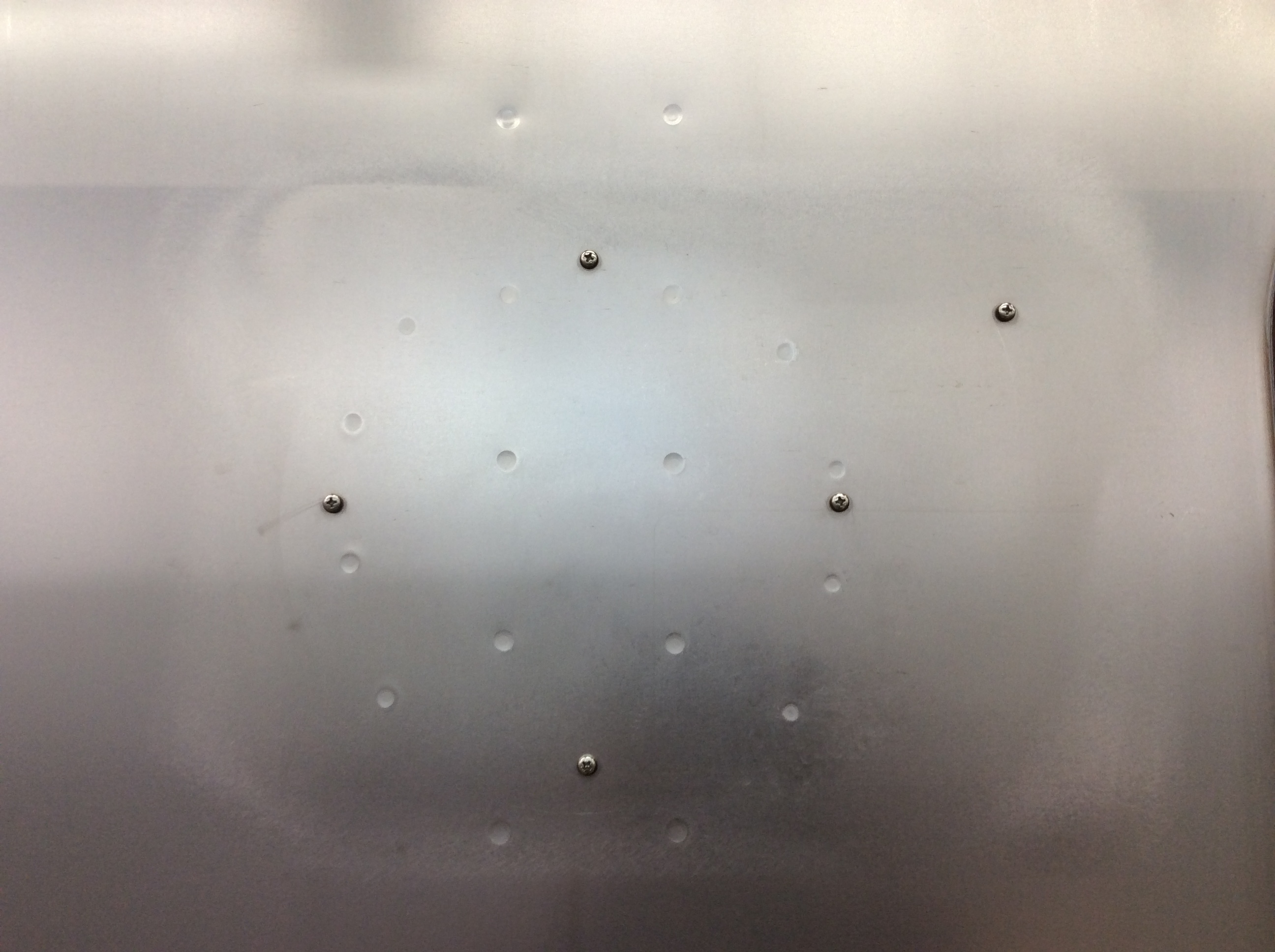
側面に残る泉北高速鉄道のロゴの跡

### 2025年承継車
2025年（令和7年）4月1日、泉北高速鉄道が南海電鉄に吸収合併されたのに伴い、3519F・3523Fは南海3000系に編入された。これらの編成は承継前より復刻デザインであったが、承継後も維持され運用されている。

### 運用

#### 南海本線
2024年（令和6年）9月現在、6両編成・4両編成・2両編成が1本ずつ12両が在籍し、3515Fと3517F+3555Fの6両編成×2本として運用されている。普通車から急行まで幅広く充当され、9000系や1000系など他系列と共通運用されている。
編入当初は4両編成×3本と2両編成×1本の体制で、原則は3513F+3515Fの8両編成×1本と3517F+3555Fの6両編成×1本で運転されていた。しかし2024年（令和6年）8月、踏切事故により3513・3514号車が廃車となったため、3515Fが6両編成となり現行の運用体制に至っている。なお、事故から編成組替までの期間は応急的に3517F+3515Fの8両編成で運用された。
2015年（平成27年）5月9日、大阪市浪速区で発見された不発弾の処理・撤去作業により特急「サザン」が運休した際には、3513F+3515Fが自由席特急として運転された実績がある。

### 編成表
2025年（令和7年）4月現在
| ← 難波和歌山港・関西空港 → | ← 難波和歌山港・関西空港 → | ← 難波和歌山港・関西空港 → | ← 難波和歌山港・関西空港 → | ← 難波和歌山港・関西空港 → | ← 難波和歌山港・関西空港 → | ← 難波和歌山港・関西空港 → | ← 難波和歌山港・関西空港 → | ← 難波和歌山港・関西空港 → | ← 難波和歌山港・関西空港 → | ← 難波和歌山港・関西空港 →         |
| -------------------------- | -------------------------- | -------------------------- | -------------------------- | -------------------------- | -------------------------- | -------------------------- | -------------------------- | -------------------------- | -------------------------- | ---------------------------------- |
| 形式                       | クハ 3501 （Tc1）          | ◇ モハ 3001 （M1）         | モハ 3002 （M2）           | ◇ モハ 3001 （M1）         | モハ 3002 （M2）           | クハ 3502 （Tc2）          | 所属線区                   | 竣工                       | 編成組替                   | 備考                               |
| 搭載機器                   |                            | CONT                       | MG CP                      | CONT                       | MG CP                      |                            | 所属線区                   | 竣工                       | 編成組替                   | 備考                               |
| 車両番号                   | 3515                       | 3021                       | 3022                       | 3025                       | 3026                       | 3516                       | 南海本線                   | 2013/10/07                 | 2024/08/08                 | 3021 - 3022を編入 3513・3514は廃車 |

| ← 難波和歌山港・関西空港 → | ← 難波和歌山港・関西空港 → | ← 難波和歌山港・関西空港 → | ← 難波和歌山港・関西空港 → | ← 難波和歌山港・関西空港 → | ← 難波和歌山港・関西空港 → | ← 難波和歌山港・関西空港 → | ← 難波和歌山港・関西空港 → |
| -------------------------- | -------------------------- | -------------------------- | -------------------------- | -------------------------- | -------------------------- | -------------------------- | -------------------------- |
| 形式                       | クハ 3501 （Tc1）          | ◇ モハ 3001 （M1）         | モハ 3002 （M2）           | クハ 3502 （Tc2）          | 所属線区                   | 竣工                       | 備考                       |
| 搭載機器                   |                            | CONT                       | MG CP                      |                            | 所属線区                   | 竣工                       | 備考                       |
| 車両番号                   | 3517                       | 3027                       | 3028                       | 3518                       | 南海本線                   | 2013/09/28                 |                            |

| ← 難波和歌山港・関西空港 → | ← 難波和歌山港・関西空港 → | ← 難波和歌山港・関西空港 → | ← 難波和歌山港・関西空港 → | ← 難波和歌山港・関西空港 → | ← 難波和歌山港・関西空港 → |
| -------------------------- | -------------------------- | -------------------------- | -------------------------- | -------------------------- | -------------------------- |
| 形式                       | ◇ モハ 3551 （Mc1）        | モハ 3552 （Mc2）          | 所属線区                   | 竣工                       | 備考                       |
| 搭載機器                   | CONT                       | MG CP                      | 所属線区                   | 竣工                       | 備考                       |
| 車両番号                   | 3555                       | 3556                       | 南海本線                   | 2013/09/28                 |                            |

| ← 難波和泉中央 → | ← 難波和泉中央 →  | ← 難波和泉中央 →   | ← 難波和泉中央 → | ← 難波和泉中央 →  | ← 難波和泉中央 → | ← 難波和泉中央 → | ← 難波和泉中央 → |
| ---------------- | ----------------- | ------------------ | ---------------- | ----------------- | ---------------- | ---------------- | ---------------- |
| 形式             | クハ 3501 （Tc1） | ◇ モハ 3001 （M1） | モハ 3002 （M2） | クハ 3502 （Tc2） | 所属線区         | 移籍             | 備考             |
| 搭載機器         |                   | CONT               | MG CP            |                   | 所属線区         | 移籍             | 備考             |
| 車両番号         | 3519              | 3031               | 3032             | 3520              | 泉北線           | 2025/04/01       | 復刻デザイン     |
| 車両番号         | 3523              | 3035               | 3036             | 3524              | 泉北線           | 2025/04/01       | 復刻デザイン     |

凡例
- CONT：制御装置
- MG：電動発電機
- CP：空気圧縮機